# Campeonato Mundial de League of Legends 2022
El Campeonato Mundial de League of Legends 2022 (en inglés: 2022 League of Legends World Championship) o Worlds 2022, fue la decimosegunda edición del campeonato mundial de deportes electrónicos para el videojuego multijugador League of Legends, organizado por el desarrollador del juego, Riot Games. El torneo se llevó a cabo del 29 de septiembre al 5 de noviembre en México y Estados Unidos. Veinticuatro equipos de 11 regiones clasificaron para el torneo en función de su ubicación en circuitos regionales como China, Europa, América del Norte, Corea del Sur, Sureste asiático y Vietnam, con doce de esos equipos debiendo disputar una fase de apertura previa al torneo principal.
El 29 de agosto, Riot Games anunció y reveló la nueva Copa del Invocador que se entregará al ganador de la final. "Star Walkin'" fue anunciado como el tema principal del torneo, elaborado por Lil Nas X.

## Equipos clasificados
Un total de 24 equipos participan en el torneo, clasificados desde las siguientes regiones:
- China (LPL): 4 equipos
- Corea (LCK): 4 equipos
- Europa (LEC): 4 equipos
- América del Norte (LCS): 3 equipos
- PCS (Taiwán, Hong Kong, Macao y Sudeste Asiático): 2 equipos
- Vietnam (VCS): 2 equipos
- Brasil (CBLOL): 1 equipo
- Japón (LJL): 1 equipo
- América Latina (LLA): 1 equipo
- Oceanía (LCO): 1 equipo
- Turquía (TCL): 1 equipo
- Comunidad de Estados Independientes (LCL): 1 equipo [n 1]

1. ↑  Debido a la cancelación de la LCL, consecuencia de la Invasión rusa de Ucrania, el cupo de la CEI se otorgó a Europa como la región con mejor desempeño durante los eventos internacionales en los últimos dos años sin tener ya 4 cupos (que ya tenían China y Corea).

### Equipos
| Región                             | Seed                             | Bombo                            | Equipo                           | ID                               | Vía de clasificación                 |
| Clasificados al evento principal   | Clasificados al evento principal | Clasificados al evento principal | Clasificados al evento principal | Clasificados al evento principal | Clasificados al evento principal     |
| ---------------------------------- | -------------------------------- | -------------------------------- | -------------------------------- | -------------------------------- | ------------------------------------ |
| China                              | 1                                | 1                                | JD Gaming                        | JDG                              | Campeón de verano                    |
| China                              | 2                                | 2                                | Top Esports                      | TES                              | Equipo con más puntos de campeonato  |
| China                              | 3                                | 3                                | EDward Gaming                    | EDG                              | Campeón del torneo clasificatorio    |
| Corea                              | 1                                | 1                                | Gen.G                            | GEN                              | Campeón de verano                    |
| Corea                              | 2                                | 2                                | T1                               | T1                               | Equipo con más puntos de campeonato  |
| Corea                              | 3                                | 3                                | DWG KIA                          | DK                               | Campeón del torneo clasificatorio    |
| Europa                             | 1                                | 1                                | Rogue                            | RGE                              | Campeón de verano                    |
| Europa                             | 2                                | 2                                | G2 Esports                       | G2                               | Subcampeón de verano                 |
| América del Norte                  | 1                                | 1                                | Cloud9                           | C9                               | Campeón de verano                    |
| América del Norte                  | 2                                | 3                                | 100 Thieves                      | 100                              | Subcampeón de verano                 |
| PCS                                | 1                                | 2                                | CTBC Flying Oyster               | CFO                              | Campeón de verano                    |
| Vietnam                            | 1                                | 3                                | GAM Esports                      | GAM                              | Campeón de verano                    |
| Clasificados a la fase de apertura |                                  |                                  |                                  |                                  |                                      |
| China                              | 4                                | 1                                | Royal Never Give Up              | RNG                              | Subcampeón del torneo clasificatorio |
| Corea                              | 4                                | 1                                | DRX                              | DRX                              | Subcampeón del torneo clasificatorio |
| Europa                             | 3                                | 1                                | Fnatic                           | FNC                              | 3r clasificado de verano             |
| Europa                             | 4                                | 2                                | MAD Lions                        | MAD                              | 4º clasificado de verano             |
| PCS                                | 2                                | 1                                | Beyond Gaming                    | BYG                              | Subcampeón de verano                 |
| América del Norte                  | 3                                | 2                                | Evil Geniuses                    | EG                               | 3r clasificado de verano             |
| Vietnam                            | 2                                | 2                                | Saigon Buffalo                   | SGB                              | Subcampeón de verano                 |
| Japón                              | 1                                | 2                                | DetonatioN FocusMe               | DFM                              | Campeón de verano                    |
| Oceanía                            | 1                                | 3                                | Chiefs Esports Club              | CHF                              | Campeón del segundo split            |
| Turquía                            | 1                                | 3                                | İstanbul Wildcats                | IW                               | Campeón de verano                    |
| América Latina                     | 1                                | 3                                | Isurus                           | ISG                              | Campeón de clausura                  |
| Brasil                             | 1                                | 3                                | LOUD                             | LLL                              | Campeón del segundo split            |

### Alineaciones
– El jugador no disputó ningún encuentro.
| Equipo                           | Jugadores                    | Jugadores                      | Jugadores                         | Jugadores                       | Jugadores                          | Entrenador                       |
| Equipo                           | Superior                     | Jungla                         | Medio                             | Inferior                        | Apoyo                              | Entrenador                       |
| China (LPL)                      | China (LPL)                  | China (LPL)                    | China (LPL)                       | China (LPL)                     | China (LPL)                        | China (LPL)                      |
| -------------------------------- | ---------------------------- | ------------------------------ | --------------------------------- | ------------------------------- | ---------------------------------- | -------------------------------- |
| JD Gaming                        | 369 (Bai Jiahao)             | Kanavi (Seo Jin-hyeok)         | Yagao (Zeng Qi)                   | Hope (Wang Jie)                 | Missing (Lou Yunfeng)              | Homme (Yoon Sung-young)          |
| JD Gaming                        | M1kuya (Chang Xiao)          | Kanavi (Seo Jin-hyeok)         | Yagao (Zeng Qi)                   | Hope (Wang Jie)                 | Missing (Lou Yunfeng)              | Jiasu (Chen Long)                |
| Top Esports                      | Wayward (Huang Renxing)      | Tian (Gao Tianliang)           | knight (Zhuo Ding)                | JackeyLove (Yu Wenbo)           | Mark (Ling Xu)                     | Crescent (Luo Sheng)             |
| Top Esports                      | Qingtian (Yu Zihan)          | Tian (Gao Tianliang)           | knight (Zhuo Ding)                | JackeyLove (Yu Wenbo)           | Mark (Ling Xu)                     | byg97 (Zhou Taijie)              |
| EDward Gaming                    | Flandre (Li Xuanjun)         | Jiejie (Zhao Lijie)            | Scout (Lee Ye-chan)               | Viper (Park Do-hyeon)           | Meiko (Tian Ye)                    | Maokai (Yang Jisong)             |
| EDward Gaming                    | Flandre (Li Xuanjun)         | JunJia (Yu Chun-Chia)          | Scout (Lee Ye-chan)               | Viper (Park Do-hyeon)           | Meiko (Tian Ye)                    | Maokai (Yang Jisong)             |
| Royal Never Give Up              | Breathe (Chen Chen)          | Wei (Yan Yangwei)              | Xiaohu (Li Yuanhao)               | GALA (Chen Wei)                 | Ming (Shi Senming)                 | KenZhu (Zhu Kai)                 |
| Royal Never Give Up              | Breathe (Chen Chen)          | Wei (Yan Yangwei)              | Xiaohu (Li Yuanhao)               | GALA (Chen Wei)                 | Bunny (Liu Wenkang)                | Tabe (Wong Pak Kan)              |
| Corea (LCK)                      |                              |                                |                                   |                                 |                                    |                                  |
| Gen.G                            | Doran (Choi Hyeon-joon)      | Peanut (Han Wang-ho)           | Chovy (Jeong Ji-hoon)             | Ruler (Park Jae-hyuk)           | Lehends (Son Si-woo)               | Score (Go Dong-bin)              |
| Gen.G                            | Doran (Choi Hyeon-joon)      | YoungJae (Ko Yeong-jae)        | Chovy (Jeong Ji-hoon)             | Ruler (Park Jae-hyuk)           | Lehends (Son Si-woo)               | Mafa (Won Sang-yeon)             |
| T1                               | Zeus (Choi Woo-je)           | Oner (Mun Hyeon-jun)           | Faker (Lee Sang-hyeok)            | Gumayusi (Lee Min-hyeong)       | Keria (Ryu Min-seok)               | Bengi (Bae Sung-woong)           |
| T1                               | Zeus (Choi Woo-je)           | Oner (Mun Hyeon-jun)           | Faker (Lee Sang-hyeok)            | Gumayusi (Lee Min-hyeong)       | Asper (Kim Tae-gi)                 | Moment (Kim Ji-hwan)             |
| DWG KIA                          | Nuguri (Jang Ha-gwon)        | Canyon (Kim Geon-bu)           | ShowMaker (Heo Su)                | deokdam (Seo Dae-gil)           | Kellin (Kim Hyeong-gyu)            | Daeny (Yang Dae-in)              |
| DWG KIA                          | Burdol (Noh Tae-yoon)        | Canyon (Kim Geon-bu)           | ShowMaker (Heo Su)                | deokdam (Seo Dae-gil)           | Kellin (Kim Hyeong-gyu)            | Zefa (Lee Jae-min)               |
| DRX                              | Kingen (Hwang Seong-hoon)    | Pyosik (Hong Chang-hyeon)      | Zeka (Kim Geon-woo)               | Deft (Kim Hyeok-gyu)            | BeryL (Cho Geon-hee)               | Ssong (Kim Sang-soo)             |
| DRX                              | Kingen (Hwang Seong-hoon)    | Juhan (Lee Ju-han)             | Zeka (Kim Geon-woo)               | Deft (Kim Hyeok-gyu)            | BeryL (Cho Geon-hee)               | Mowgli (Lee Jae-ha)              |
| Europa (LEC)                     |                              |                                |                                   |                                 |                                    |                                  |
| Rogue                            | Odoamne (Andrei Pascu)       | Malrang (Kim Geun-seong)       | Larssen (Emil Larsson)            | Comp (Markos Stamkopoulos)      | Trymbi (Adrian Trybus)             | fredy122 (Simon Payne)           |
| G2 Esports                       | Broken Blade (Sergen Çelik)  | Jankos (Marcin Jankowski)      | caPs (Rasmus Winther)             | Flakked (Victor Lirola Tortosa) | Targamas (Raphaël Crabbé)          | Dylan Falco                      |
| Fnatic                           | Wunder (Martin Hansen)       | Razork (Iván Martín Díaz)      | Humanoid (Marek Brázda)           | Upset (Elias Lipp)              | Hylissang (Zdravets Iliev Galabov) | YamatoCannon (Jakob Mehdi)       |
| Fnatic                           | Wunder (Martin Hansen)       | Razork (Iván Martín Díaz)      | Humanoid (Marek Brázda)           | Upset (Elias Lipp)              | Rhuckz (Rúben Barbosa)             | YamatoCannon (Jakob Mehdi)       |
| MAD Lions                        | Armut (İrfan Berk Tükek)     | Elyoya (Javier Prades Batalla) | Nisqy (Yasin Dinçer)              | UNF0RGIVEN (William Nieminen)   | Kaiser (Norman Kaiser)             | Mac (James MacCormack)           |
| MAD Lions                        | Armut (İrfan Berk Tükek)     | Elyoya (Javier Prades Batalla) | Nisqy (Yasin Dinçer)              | UNF0RGIVEN (William Nieminen)   | Kaiser (Norman Kaiser)             | Kaas (Christophe van Oudheusden) |
| América del Norte (LCS)          |                              |                                |                                   |                                 |                                    |                                  |
| Cloud9                           | Fudge (Ibrahim Allami)       | Blaber (Robert Huang)          | Jensen (Nicolaj Jensen)           | Berserker (Kim Min-cheol)       | Zven (Jesper Svenningsen)          | Max Waldo                        |
| Cloud9                           | Fudge (Ibrahim Allami)       | Blaber (Robert Huang)          | Jensen (Nicolaj Jensen)           | Berserker (Kim Min-cheol)       | Zven (Jesper Svenningsen)          | Zeyzal (Tristan Stidam)          |
| 100 Thieves                      | Ssumday (Kim Chan-ho)        | Closer (Can Çelik)             | Abbedagge (Felix Braun)           | FBI (Ian Victor Huang)          | huhi (Choi Jae-hyun)               | Reapered (Bok Han-gyu)           |
| 100 Thieves                      | Ssumday (Kim Chan-ho)        | Closer (Can Çelik)             | Abbedagge (Felix Braun)           | FBI (Ian Victor Huang)          | huhi (Choi Jae-hyun)               | Freeze (Aleš Kněžínek)           |
| Evil Geniuses                    | Impact (Jeong Eon-yeong)     | Inspired (Kacper Słoma)        | jojopyun (Joseph Joon Pyun)       | Kaori (Muhammed Hasan Şentürk)  | Vulcan (Philippe Laflamme)         | Rigby (Han Earl)                 |
| Evil Geniuses                    | Impact (Jeong Eon-yeong)     | Inspired (Kacper Słoma)        | jojopyun (Joseph Joon Pyun)       | Kaori (Muhammed Hasan Şentürk)  | Vulcan (Philippe Laflamme)         | Turtle (Gabriel Peixoto)         |
| Taiwán/Hong Kong/Macao/SEA (PCS) |                              |                                |                                   |                                 |                                    |                                  |
| CTBC Flying Oyster               | Rest (Hsu Shih-Chieh)        | Gemini (Huang Chu-Xuan)        | Mission (Chen Hsiao-Hsien)        | Shunn (Chao Ying-Shun)          | Koala (Lin Chih-Chiang)            | Achie (Chen Chen-Chi)            |
| CTBC Flying Oyster               | Rest (Hsu Shih-Chieh)        | Gemini (Huang Chu-Xuan)        | Mission (Chen Hsiao-Hsien)        | Atlen (Sung Ya-Lun)             | Koala (Lin Chih-Chiang)            | Achie (Chen Chen-Chi)            |
| Beyond Gaming                    | Liang (Wu Liang-Te)          | HuSha (Huang Tzu-Wei)          | Minji (Lu Po-Wei)                 | Wako (Tsou Wei-Yang)            | Kino (Chu Wu Hsin-Jung)            | Benny (Lien Hsiu-Chi)            |
| Beyond Gaming                    | Likai (Liao Li-Kai)          | HuSha (Huang Tzu-Wei)          | SeNBon (Wu Ssu-Yu)                | Wako (Tsou Wei-Yang)            | Kino (Chu Wu Hsin-Jung)            | Wulala (Liu Sheng-Wei)           |
| Vietnam (VCS)                    |                              |                                |                                   |                                 |                                    |                                  |
| GAM Esports                      | Kiaya (Trần Duy Sang)        | Levi (Đỗ Duy Khánh)            | Kati (Đặng Thanh Phê)             | Sty1e (Mai Hoàng Sơn)           | Bie (Trần Đức Hiếu)                | JackieWind (Phan Huy Phong)      |
| GAM Esports                      | Kiaya (Trần Duy Sang)        | TomRio (Tô Minh Khoa)          | Kati (Đặng Thanh Phê)             | Sty1e (Mai Hoàng Sơn)           | Bie (Trần Đức Hiếu)                | JackieWind (Phan Huy Phong)      |
| Saigon Buffalo                   | Hasmed (Lâm Huỳnh Gia Huy)   | BeanJ (Trần Văn Chính)         | Froggy (Bùi Văn Minh Hải)         | Shogun (Nguyễn Văn Huy)         | Taki (Đinh Anh Tài)                | Ren (Nguyễn Văn Trọng)           |
| Saigon Buffalo                   | Hasmed (Lâm Huỳnh Gia Huy)   | BeanJ (Trần Văn Chính)         | Froggy (Bùi Văn Minh Hải)         | Shogun (Nguyễn Văn Huy)         | Taki (Đinh Anh Tài)                | Ciel (Trần Tiến Thịnh)           |
| Brasil (CBLOL)                   |                              |                                |                                   |                                 |                                    |                                  |
| LOUD                             | Robo (Leonardo Souza)        | Croc (Park Jong-hoon)          | tinowns (Thiago Sartori)          | Brance (Diego Amaral)           | Ceos (Denilson Oliveira Gonçalves) | Von (Gabriel Barbosa)            |
| Japón (LJL)                      |                              |                                |                                   |                                 |                                    |                                  |
| DetonatioN FocusMe               | Evi (Shunsuke Murase)        | Steal (Moon Geon-yeong)        | Yaharong (Lee Chan-ju)            | Yutapon (Yuta Sugiura)          | Harp (Lee Ji-yoong)                | Ceros (Kyohei Yoshida)           |
| DetonatioN FocusMe               | Evi (Shunsuke Murase)        | Steal (Moon Geon-yeong)        | Yaharong (Lee Chan-ju)            | Yutapon (Yuta Sugiura)          | Harp (Lee Ji-yoong)                | Kazu (Kazuta Suzuki)             |
| América Latina (LLA)             |                              |                                |                                   |                                 |                                    |                                  |
| Isurus                           | ADD (Kang Geon-mo)           | Grell (Jesús Loya Trujillo)    | Seiya (Édgar Bracamontes Munguía) | Gavotto (Omar André Gavotto)    | Jelly (Son Ho-gyeong)              | Ukkyr (Markus Leuemberger)       |
| Isurus                           | Pan (Luis Bonilla Rodriguez) | Grell (Jesús Loya Trujillo)    | Seiya (Édgar Bracamontes Munguía) | Gavotto (Omar André Gavotto)    | Jelly (Son Ho-gyeong)              | Nunu (Nuno Rema)                 |
| Oceanía (LCO)                    |                              |                                |                                   |                                 |                                    |                                  |
| Chiefs Esports Club              | Topoon (Kim Ji-hoon)         | Arthur (Park Mi-reu)           | Tally (James Shute)               | Raes (Quin Korebrits)           | Aladoric (Ryan Gregory Richardson) | Babip (Leo Romer)                |
| Turquía (TCL)                    |                              |                                |                                   |                                 |                                    |                                  |
| Istanbul Wildcats                | StarScreen (Soner Kaya)      | Ferret (Hakan Mert Çakmak)     | Serin (Tolga Ölmez)               | HolyPhoenix (Anıl Işık)         | Farfetch (Berk Badur)              | TheQep (Melih Akgün)             |

## Sedes
| Fase de apertura                          | Fase de grupos Cuartos de final       | Semifinales                      | Final                            |
| ----------------------------------------- | ------------------------------------- | -------------------------------- | -------------------------------- |
| Ciudad de México                          | Nueva York                            | Atlanta                          | San Francisco                    |
| Arena Esports Stadium (Estudio de la LLA) | Hulu Theater at Madison Square Garden | State Farm Arena                 | Chase Center                     |
| Capacidad: 130                            | Capacidad: 5 500                      | Capacidad: 21 000                | Capacidad: 18 064                |
|                                           |                                       |                                  |                                  |
| Ciudad de México                          | Nueva York Atlanta San Francisco      | Nueva York Atlanta San Francisco | Nueva York Atlanta San Francisco |

## Fase de apertura
La fase de apertura define los cuatro equipos que accederán al evento principal, donde ya están clasificados los mejores 12 equipos. Esta fase se divide en:
- Fase de grupos
- Fase de eliminación

### Fase de grupos
En la fase de apertura participan los doce equipos clasificados para esta instancia se dividen en 2 grupos de 6 equipos, en formato de todos contra todos a una vuelta. De cada grupo, el primer clasificado avanzará directamente al evento principal, mientras que del segundo al cuarto se clasificarán para la fase de eliminación. Los enfrentamientos serán al mejor de 1 partida.
Los grupos se determinaron mediante sorteo, con el condicionante de que dos equipos de una misma región no puedan quedar situados en el mismo grupo.
En caso de empate entre dos o más equipos, el orden de clasificación de los equipos en cada grupo se determina de la manera siguiente:
- Empate entre dos equipos
  - Partido de desempate.
- Empate entre tres equipos

1. Enfrentamiento directo.
2. Partido de desempate.

- Empate entre cuatro equipos
  - Cuadro de desempate, tomando como seeding el tiempo empleado por cada equipo para conseguir sus victorias (no se disputará encuentro para definir desempate entre los perdedores de la primera ronda).
- Empate entre cinco equipos
  - Clasificará en primer lugar el equipo con menor tiempo empleado para conseguir sus victorias en la fase de grupos. Los cuatro equipos restantes resolverán su empate con el mismo criterio que un empate entre cuatro equipos.

No se disputará ningún encuentro para resolver empates entre el 3º y 4º clasificados (clasifican a la misma ronda de eliminación en igualdad de condiciones) ni entre el 5º y 6º clasificados (ambos están eliminados del torneo).
     – Clasificado al evento principal.
     – Clasificado a eliminatorias (ronda de clasificación).
     – Clasificado a eliminatorias (ronda de eliminación).
     – Eliminado.
* Los datos de las tablas están dispuestos con una jerarquía horizontal y no incluyen partidos de desempate.

#### Grupo A
| # | Equipo              | V | D | %   |
| - | ------------------- | - | - | --- |
| 1 | Fnatic              | 4 | 1 | 80% |
| 2 | Evil Geniuses       | 3 | 2 | 60% |
| 3 | LOUD                | 3 | 2 | 60% |
| 4 | DetonatioN FocusMe  | 3 | 2 | 60% |
| 5 | Beyond Gaming       | 2 | 3 | 40% |
| 6 | Chiefs Esports Club | 0 | 5 | 0%  |

| FNC | EG | LLL | DFM | BYG | CHF |
| --- | -- | --- | --- | --- | --- |
|     | V  | D   | V   | V   | V   |
| D   |    | V   | D   | V   | V   |
| V   | D  |     | V   | D   | V   |
| D   | V  | D   |     | V   | V   |
| D   | D  | V   | D   |     | V   |
| D   | D  | D   | D   | D   |     |

| Fecha   | Partido    | Lado azul | Resultado | Resultado | Lado rojo |
| ------- | ---------- | --------- | --------- | --------- | --------- |
| 29 sep. | 1          | FNC       | V         | D         | EG        |
| 29 sep. | 2          | LLL       | D         | V         | BYG       |
| 29 sep. | 3          | CHF       | D         | V         | FNC       |
| 29 sep. | 4          | DFM       | D         | V         | LLL       |
| 30 sep. | 5          | FNC       | V         | D         | DFM       |
| 30 sep. | 6          | EG        | V         | D         | LLL       |
| 30 sep. | 7          | DFM       | V         | D         | CHF       |
| 30 sep. | 8          | EG        | V         | D         | BYG       |
| 01 oct. | 9          | LLL       | V         | D         | FNC       |
| 01 oct. | 10         | BYG       | D         | V         | DFM       |
| 01 oct. | 11         | EG        | V         | D         | CHF       |
| 01 oct. | 12         | CHF       | D         | V         | BYG       |
| 02 oct. | 13         | BYG       | D         | V         | FNC       |
| 02 oct. | 14         | LLL       | V         | D         | CHF       |
| 02 oct. | 15         | DFM       | V         | D         | EG        |
| 02 oct. | Desempates |           |           |           |           |
| 02 oct. | 16         | EG        | V         | D         | DFM       |
| 02 oct. | 17         | LLL       | D         | V         | EG        |

|  | Desempates         | Desempates |               |   | Desempates | Desempates |  |
|  |                    |            |               |   |            |            |  |
|  |                    |            |               |   |            |            |  |
|  |                    |            |               |   |            |            |  |
|  |                    |            |               |   |            |            |  |
|  |                    |            |               |   |            |            |  |
|  |                    | LOUD       | D             |   |            |            |  |
|  |                    |            | D             |   |            |            |  |
|  |                    |            | Evil Geniuses | V |            |            |  |
|  | Evil Geniuses      | V          | Evil Geniuses | V |            |            |  |
|  | Evil Geniuses      | V          |               |   |            |            |  |
|  | DetonatioN FocusMe | D          |               |   |            |            |  |
|  | DetonatioN FocusMe | D          |               |   |            |            |  |
|  |                    |            |               |   |            |            |  |

#### Grupo B
| # | Equipo              | V | D | %    |
| - | ------------------- | - | - | ---- |
| 1 | DRX                 | 5 | 0 | 100% |
| 2 | Royal Never Give Up | 4 | 1 | 80%  |
| 3 | MAD Lions           | 3 | 2 | 60%  |
| 4 | Saigon Buffalo      | 2 | 3 | 40%  |
| 5 | Isurus              | 1 | 4 | 20%  |
| 6 | Istanbul Wildcats   | 0 | 5 | 0%   |

| DRX | RNG | MAD | SGB | ISG | IW |
| --- | --- | --- | --- | --- | -- |
|     | V   | V   | V   | V   | V  |
| D   |     | V   | V   | V   | V  |
| D   | D   |     | V   | V   | V  |
| D   | D   | D   |     | V   | V  |
| D   | D   | D   | D   |     | V  |
| D   | D   | D   | D   | D   |    |

| Fecha   | Partido | Lado azul | Resultado | Resultado | Lado rojo |
| ------- | ------- | --------- | --------- | --------- | --------- |
| 29 sep. | 1       | ISG       | D         | V         | MAD       |
| 29 sep. | 2       | MAD       | V         | D         | IW        |
| 29 sep. | 3       | SGB       | V         | D         | IW        |
| 29 sep. | 4       | DRX       | V         | D         | RNG       |
| 30 sep. | 5       | SGB       | V         | D         | ISG       |
| 30 sep. | 6       | DRX       | V         | D         | SGB       |
| 30 sep. | 7       | MAD       | D         | V         | RNG       |
| 30 sep. | 8       | IW        | D         | V         | DRX       |
| 01 oct. | 9       | MAD       | V         | D         | SGB       |
| 01 oct. | 10      | RNG       | V         | D         | ISG       |
| 01 oct. | 11      | RNG       | V         | D         | IW        |
| 01 oct. | 12      | ISG       | D         | V         | DRX       |
| 02 oct. | 13      | IW        | D         | V         | ISG       |
| 02 oct. | 14      | DRX       | V         | D         | MAD       |
| 02 oct. | 15      | RNG       | V         | D         | SGB       |

### Fase de eliminación
En esta fase, los equipos de un mismo grupo que hayan finalizado tercero y cuarto se enfrentarán, donde el vencedor se enfrentará al segundo lugar del grupo contrario por una plaza en el evento principal. Los enfrentamientos serán al mejor de 5 partidas.

#### Rama 2B-3A-4A
|  | Ronda de eliminación | Ronda de eliminación | Ronda de eliminación |                    |   | Ronda de clasificación | Ronda de clasificación | Ronda de clasificación |  |
|  | 3 de octubre         | 3 de octubre         | 3 de octubre         |                    |   | 4 de octubre           | 4 de octubre           | 4 de octubre           |  |
|  |                      |                      |                      |                    |   |                        |                        |                        |  |
|  |                      |                      |                      |                    |   |                        |                        |                        |  |
|  |                      |                      |                      |                    |   |                        |                        |                        |  |
|  |                      |                      |                      |                    |   |                        |                        |                        |  |
|  |                      |                      |                      |                    |   |                        |                        |                        |  |
|  |                      | 2B                   | Royal Never Give Up  | 3                  |   |                        |                        |                        |  |
|  |                      |                      |                      | 3                  |   |                        |                        |                        |  |
|  |                      |                      | 4A                   | DetonatioN FocusMe | 1 |                        |                        |                        |  |
|  | 3A                   | LOUD                 | 4A                   | DetonatioN FocusMe | 1 | 1                      |                        |                        |  |
|  | 3A                   | LOUD                 |                      |                    |   | 1                      |                        |                        |  |
|  | 4A                   | DetonatioN FocusMe   | 3                    |                    |   |                        |                        |                        |  |
|  | 4A                   | DetonatioN FocusMe   | 3                    |                    |   |                        |                        |                        |  |
|  |                      |                      |                      |                    |   |                        |                        |                        |  |

| Seed | Equipo             | Resultado |
| ---- | ------------------ | --------- |
| 3A   | LOUD               | 1         |
| 4A   | DetonatioN FocusMe | 3         |

| Fecha  | Partido | Lado azul | Resultado | Resultado | Lado rojo |
| ------ | ------- | --------- | --------- | --------- | --------- |
| 3 oct. | 1       | LLL       | V         | D         | DFM       |
| 3 oct. | 2       | DFM       | V         | D         | LLL       |
| 3 oct. | 3       | LLL       | D         | V         | DFM       |
| 3 oct. | 4       | LLL       | D         | V         | DFM       |
| 3 oct. | 5       | —         | —         | —         | —         |

| Seed | Equipo              | Resultado |
| ---- | ------------------- | --------- |
| 2B   | Royal Never Give Up | 3         |
| 4A   | DetonatioN FocusMe  | 1         |

| Fecha  | Partido | Lado azul | Resultado | Resultado | Lado rojo |
| ------ | ------- | --------- | --------- | --------- | --------- |
| 4 oct. | 1       | RNG       | D         | V         | DFM       |
| 4 oct. | 2       | RNG       | V         | D         | DFM       |
| 4 oct. | 3       | RNG       | V         | D         | DFM       |
| 4 oct. | 4       | DFM       | D         | V         | RNG       |
| 4 oct. | 5       | —         | —         | —         | —         |

#### Rama 2A-3B-4B
|  | Ronda de eliminación | Ronda de eliminación | Ronda de eliminación |           |   | Ronda de clasificación | Ronda de clasificación | Ronda de clasificación |  |
|  | 3 de octubre         | 3 de octubre         | 3 de octubre         |           |   | 4 de octubre           | 4 de octubre           | 4 de octubre           |  |
|  |                      |                      |                      |           |   |                        |                        |                        |  |
|  |                      |                      |                      |           |   |                        |                        |                        |  |
|  |                      |                      |                      |           |   |                        |                        |                        |  |
|  |                      |                      |                      |           |   |                        |                        |                        |  |
|  |                      |                      |                      |           |   |                        |                        |                        |  |
|  |                      | 2A                   | Evil Geniuses        | 3         |   |                        |                        |                        |  |
|  |                      |                      |                      | 3         |   |                        |                        |                        |  |
|  |                      |                      | 3B                   | MAD Lions | 0 |                        |                        |                        |  |
|  | 3B                   | MAD Lions            | 3B                   | MAD Lions | 0 | 3                      |                        |                        |  |
|  | 3B                   | MAD Lions            |                      |           |   | 3                      |                        |                        |  |
|  | 4B                   | Saigon Buffalo       | 1                    |           |   |                        |                        |                        |  |
|  | 4B                   | Saigon Buffalo       | 1                    |           |   |                        |                        |                        |  |
|  |                      |                      |                      |           |   |                        |                        |                        |  |

| Seed | Equipo         | Resultado |
| ---- | -------------- | --------- |
| 3B   | MAD Lions      | 3         |
| 4B   | Saigon Buffalo | 1         |

| Fecha  | Partido | Lado azul | Resultado | Resultado | Lado rojo |
| ------ | ------- | --------- | --------- | --------- | --------- |
| 3 oct. | 1       | MAD       | V         | D         | SGB       |
| 3 oct. | 2       | MAD       | D         | V         | SGB       |
| 3 oct. | 3       | SGB       | D         | V         | MAD       |
| 3 oct. | 4       | SGB       | D         | V         | MAD       |
| 3 oct. | 5       | —         | —         | —         | —         |

| Seed | Equipo        | Resultado |
| ---- | ------------- | --------- |
| 2A   | Evil Geniuses | 3         |
| 3B   | MAD Lions     | 0         |

| Fecha  | Partido | Lado azul | Resultado | Resultado | Lado rojo |
| ------ | ------- | --------- | --------- | --------- | --------- |
| 4 oct. | 1       | EG        | V         | D         | MAD       |
| 4 oct. | 2       | MAD       | D         | V         | EG        |
| 4 oct. | 3       | EG        | V         | D         | MAD       |
| 4 oct. | 4       | —         | —         | —         | —         |
| 4 oct. | 5       | —         | —         | —         | —         |

## Fase de grupos
En la fase de grupos participan dieciséis equipos que se dividen en 4 grupos de 4 equipos, en formato de todos contra todos a dos vueltas. De cada grupo, los dos primeros clasificados avanzan a la fase final. Los enfrentamientos serán al mejor de 1 partida.
En caso de empate entre dos o más equipos, el orden de clasificación de los equipos en cada grupo se determina de la manera siguiente:
- Empate entre dos o tres equipos

1. Enfrentamiento directo.
2. Partido de desempate (no se disputará en caso de empate entre el tercer y cuarto clasificados).

- Empate entre cuatro equipos

1. Enfrentamiento directo.
2. Cuadro de desempate, tomando como seeding el tiempo empleado por cada equipo para conseguir sus victorias (no se disputará encuentro para definir desempate entre los perdedores de la primera ronda).

Los grupos se determinaron mediante sorteo, con el condicionante de que dos equipos de una misma región no puedan quedar situados en el mismo grupo. Al finalizar la fase de apertura, se disputará un segundo sorteo para definir en qué grupo participa cada uno de los cuatro clasificados, con el mismo condicionante que el resto de sorteos.
     – Clasificado a cuartos de final.
     – Eliminado.
* Los datos de las tablas están dispuestos con una jerarquía horizontal y no incluyen partidos de desempate.

### Grupo A
| # | Equipo        | V | D | %   |
| - | ------------- | - | - | --- |
| 1 | T1            | 5 | 1 | 83% |
| 2 | EDward Gaming | 4 | 2 | 67% |
| 3 | Fnatic        | 2 | 4 | 33% |
| 4 | Cloud9        | 1 | 5 | 17% |

| T1    | EDG   | FNC   | C9    |
| ----- | ----- | ----- | ----- |
|       | 2 - 0 | 1 - 1 | 2 - 0 |
| 0 - 2 |       | 2 - 0 | 2 - 0 |
| 1 - 1 | 0 - 2 |       | 1 - 1 |
| 0 - 2 | 0 - 2 | 1 - 1 |       |

| Fecha   | Partido | Lado azul | Resultado | Resultado | Lado rojo |
| ------- | ------- | --------- | --------- | --------- | --------- |
| 7 oct.  | 1       | C9        | D         | V         | FNC       |
| 7 oct.  | 2       | T1        | V         | D         | EDG       |
| 8 oct.  | 3       | FNC       | V         | D         | T1        |
| 8 oct.  | 4       | EDG       | V         | D         | C9        |
| 9 oct.  | 5       | EDG       | V         | D         | FNC       |
| 9 oct.  | 6       | C9        | D         | V         | T1        |
| 13 oct. | 7       | FNC       | D         | V         | C9        |
| 13 oct. | 8       | T1        | V         | D         | FNC       |
| 13 oct. | 9       | C9        | D         | V         | EDG       |
| 13 oct. | 10      | FNC       | D         | V         | EDG       |
| 13 oct. | 11      | T1        | V         | D         | C9        |
| 13 oct. | 12      | EDG       | D         | V         | T1        |

### Grupo B
| # | Equipo        | V | D | %   |
| - | ------------- | - | - | --- |
| 1 | JD Gaming     | 5 | 1 | 83% |
| 2 | DWG KIA       | 5 | 1 | 83% |
| 3 | Evil Geniuses | 1 | 5 | 17% |
| 4 | G2 Esports    | 1 | 5 | 17% |

| JDG   | DK    | EG    | G2    |
| ----- | ----- | ----- | ----- |
|       | 1 - 1 | 2 - 0 | 2 - 0 |
| 1 - 1 |       | 2 - 0 | 2 - 0 |
| 0 - 2 | 0 - 2 |       | 1 - 1 |
| 0 - 2 | 0 - 2 | 1 - 1 |       |

| Fecha   | Partido    | Lado azul | Resultado | Resultado | Lado rojo |
| ------- | ---------- | --------- | --------- | --------- | --------- |
| 7 oct.  | 1          | G2        | D         | V         | DK        |
| 7 oct.  | 2          | JDG       | V         | D         | EG        |
| 8 oct.  | 3          | EG        | D         | V         | G2        |
| 8 oct.  | 4          | DK        | D         | V         | JDG       |
| 10 oct. | 5          | JDG       | V         | D         | G2        |
| 10 oct. | 6          | DK        | V         | D         | EG        |
| 14 oct. | 7          | G2        | D         | V         | EG        |
| 14 oct. | 8          | EG        | D         | V         | JDG       |
| 14 oct. | 9          | DK        | V         | D         | G2        |
| 14 oct. | 10         | G2        | D         | V         | JDG       |
| 14 oct. | 11         | EG        | D         | V         | DK        |
| 14 oct. | 12         | JDG       | D         | V         | DK        |
| 14 oct. | Desempates |           |           |           |           |
| 14 oct. | 13         | JDG       | V         | D         | DK        |

|  | Desempates |   |  |
|  |            |   |  |
|  | JD Gaming  | V |  |
|  | JD Gaming  | V |  |
|  | DWG KIA    | D |  |
|  | DWG KIA    | D |  |

### Grupo C
| # | Equipo      | V | D | %   |
| - | ----------- | - | - | --- |
| 1 | DRX         | 4 | 2 | 67% |
| 2 | Rogue       | 4 | 2 | 67% |
| 3 | Top Esports | 3 | 3 | 50% |
| 4 | GAM Esports | 1 | 5 | 17% |

| DRX   | RGE   | TES   | GAM   |
| ----- | ----- | ----- | ----- |
|       | 1 - 1 | 1 - 1 | 2 - 0 |
| 1 - 1 |       | 1 - 1 | 2 - 0 |
| 1 - 1 | 1 - 1 |       | 1 - 1 |
| 0 - 2 | 0 - 2 | 1 - 1 |       |

| Fecha   | Partido    | Lado azul | Resultado | Resultado | Lado rojo |
| ------- | ---------- | --------- | --------- | --------- | --------- |
| 8 oct.  | 1          | RGE       | V         | D         | DRX       |
| 8 oct.  | 2          | TES       | V         | D         | GAM       |
| 9 oct.  | 3          | GAM       | D         | V         | RGE       |
| 9 oct.  | 4          | DRX       | V         | D         | TES       |
| 10 oct. | 5          | RGE       | V         | D         | TES       |
| 10 oct. | 6          | GAM       | D         | V         | DRX       |
| 15 oct. | 7          | RGE       | V         | D         | GAM       |
| 15 oct. | 8          | GAM       | V         | D         | TES       |
| 15 oct. | 9          | DRX       | V         | D         | RGE       |
| 15 oct. | 10         | DRX       | V         | D         | GAM       |
| 15 oct. | 11         | TES       | V         | D         | RGE       |
| 15 oct. | 12         | TES       | V         | D         | DRX       |
| 15 oct. | Desempates |           |           |           |           |
| 15 oct. | 13         | DRX       | V         | D         | RGE       |

|  | Desempates |   |  |
|  |            |   |  |
|  | DRX        | V |  |
|  | DRX        | V |  |
|  | Rogue      | D |  |
|  | Rogue      | D |  |

### Grupo D
| # | Equipo              | V | D | %   |
| - | ------------------- | - | - | --- |
| 1 | Gen.G               | 5 | 1 | 83% |
| 2 | Royal Never Give Up | 5 | 1 | 83% |
| 3 | 100 Thieves         | 1 | 5 | 17% |
| 4 | CTBC Flying Oyster  | 1 | 5 | 17% |

| GEN   | RNG   | 100   | CFO   |
| ----- | ----- | ----- | ----- |
|       | 1 - 1 | 2 - 0 | 2 - 0 |
| 1 - 1 |       | 2 - 0 | 2 - 0 |
| 0 - 2 | 0 - 2 |       | 1 - 1 |
| 0 - 2 | 0 - 2 | 1 - 1 |       |

| Fecha   | Partido    | Lado azul | Resultado | Resultado | Lado rojo |
| ------- | ---------- | --------- | --------- | --------- | --------- |
| 7 oct.  | 1          | CFO       | V         | D         | 100       |
| 7 oct.  | 2          | GEN       | D         | V         | RNG       |
| 9 oct.  | 3          | 100       | D         | V         | GEN       |
| 9 oct.  | 4          | RNG       | V         | D         | CFO       |
| 10 oct. | 5          | 100       | D         | V         | RNG       |
| 10 oct. | 6          | GEN       | V         | D         | CFO       |
| 16 oct. | 7          | 100       | V         | D         | CFO       |
| 16 oct. | 8          | CFO       | D         | V         | GEN       |
| 16 oct. | 9          | RNG       | V         | D         | 100       |
| 16 oct. | 10         | GEN       | V         | D         | 100       |
| 16 oct. | 11         | CFO       | D         | V         | RNG       |
| 16 oct. | 12         | RNG       | D         | V         | GEN       |
| 16 oct. | Desempates |           |           |           |           |
| 16 oct. | 13         | GEN       | V         | D         | RNG       |

|  | Desempates          |   |  |
|  |                     |   |  |
|  | Gen.G               | V |  |
|  | Gen.G               | V |  |
|  | Royal Never Give Up | D |  |
|  | Royal Never Give Up | D |  |

## Fase final
Los 8 equipos clasificados se enfrentarán en llaves de cuartos de final, semifinales y final. Los equipos de un mismo grupo no podrán enfrentarse hasta la final, por lo que serán ubicados en lados opuestos del cuadro. Los enfrentamientos se determinarán por sorteo, donde los primeros de cada grupo se enfrentarán a los segundos de distinto grupo. Los enfrentamientos serán al mejor de 5 partidas.
|  | Cuartos de final   | Cuartos de final    | Cuartos de final   |     |           | Semifinales        | Semifinales        | Semifinales        |  |    | Final          | Final          | Final          |  |
|  | 20 a 23 de octubre | 20 a 23 de octubre  | 20 a 23 de octubre |     |           | 29 y 30 de octubre | 29 y 30 de octubre | 29 y 30 de octubre |  |    | 5 de noviembre | 5 de noviembre | 5 de noviembre |  |
|  |                    |                     |                    |     |           |                    |                    |                    |  |    |                |                |                |  |
|  |                    |                     |                    |     |           |                    |                    |                    |  |    |                |                |                |  |
|  | B1                 | JD Gaming           | 3                  |     |           |                    |                    |                    |  |    |                |                |                |  |
|  | B1                 | JD Gaming           | 3                  |     |           |                    |                    |                    |  |    |                |                |                |  |
|  | C2                 | Rogue               | 0                  |     |           |                    |                    |                    |  |    |                |                |                |  |
|  | C2                 | Rogue               | 0                  |     | JD Gaming | JD Gaming          | 1                  |                    |  |    |                |                |                |  |
|  |                    |                     |                    |     | JD Gaming | JD Gaming          | 1                  |                    |  |    |                |                |                |  |
|  |                    |                     | T1                 | T1  | 3         |                    |                    |                    |  |    |                |                |                |  |
|  | A1                 | T1                  | T1                 | T1  | 3         | 3                  |                    |                    |  |    |                |                |                |  |
|  | A1                 | T1                  |                    |     |           |                    |                    |                    |  |    |                |                |                |  |
|  | D2                 | Royal Never Give Up | 0                  |     |           |                    |                    |                    |  |    |                |                |                |  |
|  | D2                 | Royal Never Give Up | 0                  |     |           |                    |                    |                    |  | T1 | T1             | 2              |                |  |
|  |                    |                     |                    |     |           |                    |                    |                    |  | T1 | T1             | 2              |                |  |
|  |                    |                     | DRX                | DRX | 3         |                    |                    |                    |  |    |                |                |                |  |
|  | D1                 | Gen.G               | DRX                | DRX | 3         | 3                  |                    |                    |  |    |                |                |                |  |
|  | D1                 | Gen.G               |                    |     |           |                    |                    |                    |  |    |                |                |                |  |
|  | B2                 | DWG KIA             | 2                  |     |           |                    |                    |                    |  |    |                |                |                |  |
|  | B2                 | DWG KIA             | 2                  |     | Gen.G     | Gen.G              | 1                  |                    |  |    |                |                |                |  |
|  |                    |                     |                    |     | Gen.G     | Gen.G              | 1                  |                    |  |    |                |                |                |  |
|  |                    |                     | DRX                | DRX | 3         |                    |                    |                    |  |    |                |                |                |  |
|  | C1                 | DRX                 | DRX                | DRX | 3         | 3                  |                    |                    |  |    |                |                |                |  |
|  | C1                 | DRX                 |                    |     |           |                    |                    |                    |  |    |                |                |                |  |
|  | A2                 | EDward Gaming       | 2                  |     |           |                    |                    |                    |  |    |                |                |                |  |
|  | A2                 | EDward Gaming       | 2                  |     |           |                    |                    |                    |  |    |                |                |                |  |
|  |                    |                     |                    |     |           |                    |                    |                    |  |    |                |                |                |  |

### Cuartos de final
| Seed | Equipo    | Resultado |
| ---- | --------- | --------- |
| B1   | JD Gaming | 3         |
| C2   | Rogue     | 0         |

| Fecha   | Partido | Lado azul | Resultado | Resultado | Lado rojo |
| ------- | ------- | --------- | --------- | --------- | --------- |
| 20 oct. | 1       | JDG       | V         | D         | RGE       |
| 20 oct. | 2       | RGE       | D         | V         | JDG       |
| 20 oct. | 3       | RGE       | D         | V         | JDG       |
| 20 oct. | 4       | —         | —         | —         | —         |
| 20 oct. | 5       | —         | —         | —         | —         |

| Seed | Equipo              | Resultado |
| ---- | ------------------- | --------- |
| A1   | T1                  | 3         |
| D2   | Royal Never Give Up | 0         |

| Fecha   | Partido | Lado azul | Resultado | Resultado | Lado rojo |
| ------- | ------- | --------- | --------- | --------- | --------- |
| 21 oct. | 1       | T1        | V         | D         | RNG       |
| 21 oct. | 2       | RNG       | D         | V         | T1        |
| 21 oct. | 3       | RNG       | D         | V         | T1        |
| 21 oct. | 4       | —         | —         | —         | —         |
| 21 oct. | 5       | —         | —         | —         | —         |

| Seed | Equipo  | Resultado |
| ---- | ------- | --------- |
| D1   | Gen.G   | 3         |
| B2   | DWG KIA | 2         |

| Fecha   | Partido | Lado azul | Resultado | Resultado | Lado rojo |
| ------- | ------- | --------- | --------- | --------- | --------- |
| 22 oct. | 1       | GEN       | V         | D         | DK        |
| 22 oct. | 2       | DK        | D         | V         | GEN       |
| 22 oct. | 3       | DK        | V         | D         | GEN       |
| 22 oct. | 4       | GEN       | D         | V         | DK        |
| 22 oct. | 5       | GEN       | V         | D         | DK        |

| Seed | Equipo        | Resultado |
| ---- | ------------- | --------- |
| C1   | DRX           | 3         |
| A2   | EDward Gaming | 2         |

| Fecha   | Partido | Lado azul | Resultado | Resultado | Lado rojo |
| ------- | ------- | --------- | --------- | --------- | --------- |
| 23 oct. | 1       | DRX       | D         | V         | EDG       |
| 23 oct. | 2       | DRX       | D         | V         | EDG       |
| 23 oct. | 3       | DRX       | V         | D         | EDG       |
| 23 oct. | 4       | EDG       | D         | V         | DRX       |
| 23 oct. | 5       | EDG       | D         | V         | DRX       |

### Semifinales
| Equipo    | Resultado |
| --------- | --------- |
| JD Gaming | 1         |
| T1        | 3         |

| Fecha   | Partido | Lado azul | Resultado | Resultado | Lado rojo |
| ------- | ------- | --------- | --------- | --------- | --------- |
| 29 oct. | 1       | T1        | D         | V         | JDG       |
| 29 oct. | 2       | T1        | V         | D         | JDG       |
| 29 oct. | 3       | JDG       | D         | V         | T1        |
| 29 oct. | 4       | JDG       | D         | V         | T1        |
| 29 oct. | 5       | —         | —         | —         | —         |

| Equipo | Resultado |
| ------ | --------- |
| Gen.G  | 1         |
| DRX    | 3         |

| Fecha   | Partido | Lado azul | Resultado | Resultado | Lado rojo |
| ------- | ------- | --------- | --------- | --------- | --------- |
| 30 oct. | 1       | GEN       | V         | D         | DRX       |
| 30 oct. | 2       | DRX       | V         | D         | GEN       |
| 30 oct. | 3       | GEN       | D         | V         | DRX       |
| 30 oct. | 4       | GEN       | D         | V         | DRX       |
| 30 oct. | 5       | —         | —         | —         | —         |

### Final
| Equipo | Resultado |
| ------ | --------- |
| T1     | 2         |
| DRX    | 3         |

| Fecha  | Partido | Lado azul | Resultado | Resultado | Lado rojo |
| ------ | ------- | --------- | --------- | --------- | --------- |
| 5 nov. | 1       | T1        | V         | D         | DRX       |
| 5 nov. | 2       | DRX       | V         | D         | T1        |
| 5 nov. | 3       | T1        | V         | D         | DRX       |
| 5 nov. | 4       | DRX       | V         | D         | T1        |
| 5 nov. | 5       | T1        | D         | V         | DRX       |

## Clasificación final

### Clasificación de equipos
No incluye partidos de desempate
| Pos.        | Región | Equipo              | FGA   | FE    | FC    | FG    | CF    | SF    | F     | Premio (%) | Premio (USD) |
| ----------- | ------ | ------------------- | ----- | ----- | ----- | ----- | ----- | ----- | ----- | ---------- | ------------ |
| 1.º         | LCK    | DRX                 | 5 - 0 | -     | -     | 4 - 2 | 3 - 2 | 3 - 1 | 3 - 2 | 22%        | 489 500 $    |
| 2.º         | LCK    | T1                  | -     | -     | -     | 5 - 1 | 3 - 0 | 3 - 1 | 2 - 3 | 15%        | 333 750 $    |
| 3.º - 4.º   | LPL    | JD Gaming           | -     | -     | -     | 5 - 1 | 3 - 0 | 1 - 3 |       | 8%         | 178 000 $    |
| 3.º - 4.º   | LCK    | Gen.G               | -     | -     | -     | 5 - 1 | 3 - 2 | 1 - 3 |       | 8%         | 178 000 $    |
| 5.º - 8.º   | LCK    | DWG KIA             | -     | -     | -     | 5 - 1 | 2 - 3 |       |       | 4,5%       | 100 125 $    |
| 5.º - 8.º   | LPL    | EDward Gaming       | -     | -     | -     | 4 - 2 | 2 - 3 |       |       | 4,5%       | 100 125 $    |
| 5.º - 8.º   | LPL    | Royal Never Give Up | 4 - 1 | -     | 3 - 1 | 5 - 1 | 0 - 3 |       |       | 4,5%       | 100 125 $    |
| 5.º - 8.º   | LEC    | Rogue               | -     | -     | -     | 4 - 2 | 0 - 3 |       |       | 4,5%       | 100 125 $    |
| 9.º - 10.º  | LPL    | Top Esports         | -     | -     | -     | 3 - 3 |       |       |       | 2,5%       | 55 625 $     |
| 9.º - 10.º  | LEC    | Fnatic              | 4 - 1 | -     | -     | 2 - 4 |       |       |       | 2,5%       | 55 625 $     |
| 11.º - 14.º | LCS    | Evil Geniuses       | 3 - 2 | -     | 3 - 0 | 1 - 5 |       |       |       | 2,375%     | 52 843,75 $  |
| 11.º - 14.º | LCS    | 100 Thieves         | -     | -     | -     | 1 - 5 |       |       |       | 2,375%     | 52 843,75 $  |
| 11.º - 14.º | PCS    | CTBC Flying Oyster  | -     | -     | -     | 1 - 5 |       |       |       | 2,375%     | 52 843,75 $  |
| 11.º - 14.º | LEC    | G2 Esports          | -     | -     | -     | 1 - 5 |       |       |       | 2,375%     | 52 843,75 $  |
| 15.º - 16.º | LCS    | Cloud9              | -     | -     | -     | 1 - 5 |       |       |       | 2,25%      | 50 062,50 $  |
| 15.º - 16.º | VCS    | GAM Esports         | -     | -     | -     | 1 - 5 |       |       |       | 2,25%      | 50 062,50 $  |
| 17.º - 18.º | LJL    | DetonatioN FocusMe  | 3 - 2 | 3 - 1 | 1 - 3 |       |       |       |       | 1,75%      | 38 937,50 $  |
| 17.º - 18.º | LEC    | MAD Lions           | 3 - 2 | 3 - 1 | 0 - 3 |       |       |       |       | 1,75%      | 38 937,50 $  |
| 19.º - 20.º | CBLOL  | LOUD                | 3 - 2 | 1 - 3 |       |       |       |       |       | 1,5%       | 33 375 $     |
| 19.º - 20.º | VCS    | Saigon Buffalo      | 2 - 3 | 1 - 3 |       |       |       |       |       | 1,5%       | 33 375 $     |
| 21.º - 22.º | PCS    | Beyond Gaming       | 2 - 3 |       |       |       |       |       |       | 1%         | 22 250 $     |
| 21.º - 22.º | LLA    | Isurus              | 1 - 4 |       |       |       |       |       |       | 1%         | 22 250 $     |
| 23.º - 24.º | LCO    | Chiefs Esports Club | 0 - 5 |       |       |       |       |       |       | 0,75%      | 16 687,50 $  |
| 23.º - 24.º | TCL    | Istanbul Wildcats   | 0 - 5 |       |       |       |       |       |       | 0,75%      | 16 687,50 $  |

### Clasificación de regiones
- La clasficiación de regiones es la base que usa Riot Games para decidir las plazas y bombos para los siguientes MSI y campeonatos mundiales.
- La media de victorias se calcula teniendo en cuenta los partidos ganados comparados con los jugados.
- Se priorizan los partidos de fase final.
- No incluye partidos de desempate.

| Pos.      | Región            | Liga  | Equipos     | FGA                     | FE                     | FC                      | FG                       | CF                       | SF                      | F                       |
| --------- | ----------------- | ----- | ----------- | ----------------------- | ---------------------- | ----------------------- | ------------------------ | ------------------------ | ----------------------- | ----------------------- |
| 1º        | Corea             | LCK   | 3 (P) 1 (A) | 1 equipo 5V - 0D (100%) |                        |                         | 4 equipos 19V - 5D (79%) | 4 equipos 11V - 7D (61%) | 3 equipos 7V - 5D (58%) | 2 equipos 5V - 5D (50%) |
| 2º        | China             | LPL   | 3 (P) 1 (A) | 1 equipo 4V - 1D (80%)  |                        | 1 equipo 3V - 1D (75%)  | 4 equipos 17V - 7D (71%) | 3 equipos 5V - 6D (45%)  | 1 equipo 1V - 3D (25%)  |                         |
| 3º        | Europa            | LEC   | 2 (P) 2 (A) | 2 equipos 7V - 3D (70%) | 1 equipo 3V - 1D (75%) | 1 equipo 0V - 3D (0%)   | 3 equipos 7V - 11D (39%) | 1 equipo 0V - 3D (0%)    |                         |                         |
| 4º        | América del Norte | LCS   | 2 (P) 1 (A) | 1 equipo 3V - 2D (60%)  |                        | 1 equipo 3V - 0D (100%) | 3 equipos 3V - 15D (17%) |                          |                         |                         |
| 5º        | Vietnam           | VCS   | 1 (P) 1 (A) | 1 equipo 2V - 3D (40%)  | 1 equipo 1V - 3D (25%) |                         | 1 equipo 1V - 5D (17%)   |                          |                         |                         |
| 6º        | PCS               | PCS   | 1 (P) 1 (A) | 1 equipo 2V - 3D (40%)  |                        |                         | 1 equipo 1V - 5D (17%)   |                          |                         |                         |
| 7º        | Japón             | LJL   | 1 (A)       | 1 equipo 3V - 2D (60%)  | 1 equipo 3V - 1D (75%) | 1 equipo 1V - 3D (25%)  |                          |                          |                         |                         |
| 8º        | Brasil            | CBLOL | 1 (A)       | 1 equipo 3V - 2D (60%)  | 1 equipo 1V - 3D (25%) |                         |                          |                          |                         |                         |
| 9º        | América Latina    | LLA   | 1 (A)       | 1 equipo 1V - 4D (20%)  |                        |                         |                          |                          |                         |                         |
| 10º - 11º | Oceanía           | LCO   | 1 (A)       | 1 equipo 0V - 5D (0%)   |                        |                         |                          |                          |                         |                         |
| 10º - 11º | Turquía           | TCL   | 1 (A)       | 1 equipo 0V - 5D (0%)   |                        |                         |                          |                          |                         |                         |